# 六議
六議（りくぎ）とは、古代日本の律令制において特定の身分にのみ与えられた、刑の減免などの特典を受ける資格。

## 分類
議親
天皇・皇后などの親族(天皇の一定範囲の血族と姻族)。
議故
天皇と特別の関係を持つ者(長年にわたり、天皇の側近として仕え、特別な待遇をうけている者)。
議賢
特に徳行のある人物(賢人君子で徳行の大なる者)。
議能
特に才能のある人物(大政治家として優れた能力をもつ者)。
議功
特に勲功のある人物(軍人や海外への使節として活躍し、功績が顕著である者)。
議貴
三位以上の官人。

## 唐の八議との違い
日本律の六議は、唐律にある八議のうち、7番目にあたる議勤を議功に包含させ、かつ8番目の議賓を削っている。